# Верх-Ая
Верх-Ая — село в Алтайском районе Алтайского края России. Входит в состав Айского сельсовета.

## История
Село Верх-Ая было основано в 1806 году. В 1928 году в Верх-Ае функционировали школа, лавка общества потребителей и сыроварня, имелось 258 хозяйств, проживало 1445 человек. В административном отношении село являлось центром сельсовета Алтайского района Бийского округа Сибирского края.

## География
Село находится в юго-восточной части Алтайского края, на берегах реки Ая, на расстоянии примерно 21 километра (по прямой) к востоку от села Алтайского, административного центра района. Абсолютная высота — 336 метров над уровнем моря.
Климат умеренно континентальный с теплым летом и умеренно морозной снежной зимой. Средняя температура января −16,8ºС, июля — + 19,2ºС. Годовое количество осадков — 937 мм.

## Население
| 1997 | 1998 | 1999 | 2000 | 2001 | 2002 | 2003 |
| ---- | ---- | ---- | ---- | ---- | ---- | ---- |
| 407  | ↘385 | ↘384 | ↘370 | ↘369 | ↘351 | ↘340 |
| 2004 | 2005 | 2006 | 2007 | 2008 | 2009 | 2010 |
| ↘333 | ↘326 | ↘320 | ↗334 | ↘332 | ↗336 | ↘291 |
| 2011 | 2012 | 2013 |      |      |      |      |
| ↗293 | ↗294 | ↗306 |      |      |      |      |

Согласно результатам переписи 2002 года, в национальной структуре населения русские составляли 96 %.

## Инфраструктура
Школьники посещают муниципальное общеобразовательное учреждение «Верхайскую начальную общеобразовательную школу» , продолжают образование в соседнем селе Ая. Работает сельская библиотека, Дом культуры. Есть участок полиции № 2 и почтовое отделение № 27 . В селе функционирует фельдшерско-акушерский пункт .

## Улицы
Уличная сеть села состоит из 3 улиц.